# Paweł Zagumny
Paweł Lech Zagumny (ur. 18 października 1977 w Jaśle) – polski siatkarz grający na pozycji rozgrywającego, w latach 1996–2014 reprezentant kraju.
Od sezonu 2023/2024 prezes Cerradu Enea Czarnych Radom, zrezygnował z tej funkcji 9 grudnia 2024.
Wychowanek MKS MDK Warszawa, następnie zawodnik AZS Politechnika Warszawska. Profesjonalną karierę rozpoczął w 1995 w Czarnych Radom, skąd po dwóch sezonach przeszedł do Morza Szczecin. W 2000 wyjechał do Włoch, gdzie przez trzy lata grał w pierwszoligowym Edilbasso Padwa. W latach 2003–2009 grał w AZS Olsztyn, w 2010 występował w Panathinaikosu Ateny, po czym został graczem ZAKSY Kędzierzyn-Koźle. W sezonie 2015/2016 został zawodnikiem AZS Politechnika Warszawska.
Jest jedynym polskim siatkarzem, który zagrał na czterech turniejach olimpijskich (1996, 2004, 2008 i 2012). Na mistrzostwach świata 2006 wywalczył z reprezentacją srebrny medal, a ponadto otrzymał tytuł najlepszego rozgrywającego imprezy. Trzy lata później na mistrzostwach Europy zdobył z reprezentacją tytuł mistrza Europy i otrzymał tytuł najlepszego rozgrywającego imprezy. Zdobył też srebrny medal podczas Pucharu Świata 2011 i złoty medal Ligi Światowej 2012. Na mistrzostwach świata 2014 zdobył z reprezentacją tytuł mistrza świata, pierwszy od 40 lat w polskiej siatkówce. Po tym turnieju ogłosił zakończenie występów w reprezentacji Polski w której występował 20 lat. 11 września 2016 w katowickim Spodku podczas towarzyskiego meczu Gwiazdy Polskiej Siatkówki kontra Gwiazdy Światowej Siatkówki uroczyście zakończył karierę reprezentacyjną.

## Życie prywatne i edukacja
Urodził się 18 października 1977. Jest synem Lecha Zagumnego i Hanny z domu Dybcio, którzy również byli siatkarzami (ojciec występował na pozycji rozgrywającego i grał m.in. w zespole Legii Warszawa, z którym m.in. trzykrotnie zdobył mistrzostwo Polski (1967, 1969, 1970), a matka również reprezentowała barwy Legii), a następnie zostali szkoleniowcami. Ma siostrę, Agnieszkę.
19 lipca 2003 ożenił się z Oliwią Brochocką, która także trenowała siatkówkę. Mają dwoje dzieci: Wiktorię (ur. 6 września 2004) i Mikołaja (ur. 4 maja 2010). Córka w wieku 10 lat rozpoczęła treningi siatkówki w klubie Metro Warszawa, a 11 września 2016 wzięła udział w pożegnaniu Pawła Zagumnego z reprezentacją Polski – zastąpiła ojca w polu serwisowym.
Przez trzy lata uczył się w sportowym Liceum Ogólnokształcącym im. Generała Andersa w Warszawie. W czasie gry w Czarnych Radom zdał maturę w Liceum Ogólnokształcącym im. Tytusa Chałubińskiego. W radomskiej szkole należał do klasy o profilu z rozszerzonym językiem angielskim. Podczas gry w AZS-ie Olsztyn studiował stosunki międzynarodowe na studiach licencjackich oraz historię na studiach magisterskich na Uniwersytecie Warmińsko-Mazurskim w Olsztynie. W 2020 został absolwentem studiów podyplomowych Executive MBA w Collegium Humanum w Warszawie.

## Kariera w piłce siatkowej

### Kariera klubowa

#### MKS MDK Warszawa i AZS Politechnika Warszawska
Przygodę z piłką siatkową rozpoczął w MKS MDK Warszawa. Pierwsze kroki siatkarskie stawiał
pod okiem szkoleniowca Andrzeja Marcinkowskiego skąd trafił do grupy szkolonej przez Krzysztofa Zimnickiego, a w 1994 rozpoczął treningi w grupie trenera Wojciecha Góry. Reprezentując barwy tego warszawskiego zespołu sięgnął po swoje pierwsze trofea – w 1994 wywalczył mistrzostwo kraju w kategorii juniorów młodszych i uzyskał tytuł najlepszego rozgrywającego tych rozgrywek. W następnym roku wraz z klubem uplasował się na drugim miejscu w turnieju o miano juniorskiego mistrza Polski, a w 1996 zdobył tytuł mistrza Polski w tej kategorii wiekowej. Na tej imprezie został wyróżniony za największą indywidualność rozgrywek.
Po ukończeniu wieku juniora przeniósł się do AZS Politechnika Warszawska. W barwach tego klubu rozpoczął grę w kategorii seniorów. Trenował w warszawskiej drużynie, kiedy szkoleniowcem zespołu był jego ojciec. Na pozycji rozgrywającego zadebiutował w wieku 15 lat. Podczas jego gry w zespole drużyna awansowała do Serii B (wówczas 3. poziom ligowy).

#### Czarni Radom (1995–1997)
W 1995 przeniósł się do drużyny WKS Czarnych Radom. Trafił do klubu, kiedy ten po wywalczeniu trzeciego miejsca w ekstraklasie przechodził problemy kadrowe w związku z odejściem ze składu pięciu podstawowych graczy. Ponieważ Andrzej Skorupa, wtedy zawodnik radomskiej drużyny, doznał kontuzji, działacze WKS-u postanowili negocjować o Zagumnego. Polski Związek Piłki Siatkowej zablokował transfery polskich reprezentantów juniorów, którzy przygotowywali się do rozgrywek mistrzostw Europy. Zagumny przyjechał do Radomia z rodzicami, zmienił szkołę i miejsce zamieszkania. Ojciec Zagumnego poinformował, że o wszystkich zadecydowała odległość między Radomiem a Warszawą.
Zagumny tego samego dnia udał się na pierwszy trening z zespołem. Został najwyższym graczem Czarnych. W barwach radomskiego zespołu zadebiutował razem z Krzysztofem Stańcem i Wojciechem Pietralskim. Radomianie w klasyfikacji generalnej Serii A uplasowali się na szóstej pozycji.
Przed kolejnymi rozgrywkami kadra drużyny została zmieniona. Działacze klubu udali się do Warszawy, by ustalić stawki, za jaką warszawski MDK odstąpił Czarnym gracza. We wrześniu, przed inauguracją sezonu, Zagumny postanowił pozostać w Radomiu. Wystąpił w prawie wszystkich meczach sezonu, oprócz jednego, w którym ustąpił miejsce w podstawowej szóstce Jakubowi Bednarukowi. W międzyczasie o zawodnika starał się AZS Yawal Częstochowa. Po dwóch latach gry w Wojskowym Klubie Sportowym wyjechał do Szczecina, by reprezentować barwy miejscowego Morza.

#### Bosman Morze Szczecin (1997–2000)
Przed sezonem 1997/98 Paweł Zagumny podpisał kontrakt z Bosmanem Morzem Szczecin. W 1998 roku z zespołem wywalczył srebrny medal mistrzostw kraju, ustępując 1. miejsce Mostostalowi-Azoty Kędzierzyn-Koźle. W rozgrywkach pucharu krajowego szczecinianie nie awansowali do etapu finałowego. Rok później również nie doszli do finałów Pucharu Polski, natomiast jego zdobywcą została poprzednia drużyna Zagumnego, Czarni Radom. W klasyfikacji generalnej ekstraklasy Morze uplasowało się na czwartej pozycji za Stilonem Gorzów Wielkopolski. W sezonie 1999/2000 wywalczyło szóstą lokatę.

#### Edilbasso Padwa (2000–2003)
W sezonie 2000/01 rozpoczął występy we włoskiej Serie A w barwach Edilbasso Padwa. Już w pierwszym meczu wystąpił w „pierwszej szóstce”, a jego zespół zwyciężył 3:0 Bossini Wlf Montichiari. Następne trzy spotkania zakończyły się porażkami Edilbasso Padwa, jednakże Paweł Zagumny w każdym meczu był podstawowym rozgrywającym. W następnej kolejce odnieśli drugie zwycięstwo w sezonie, pokonując La Cascina Taranto 3:2. W szóstej rundzie spotkań odnieśli kolejne zwycięstwo, zwyciężając Conad Volley Forlì 3:0. W następnych trzech meczach Edilbasso Padwa zanotowała trzy porażki. Po 9 spotkaniach drużyna Zagumnego zajmowała ósme miejsce w tabeli. W ostatnich czterech kolejkach wygrali dwa spotkania i zanotowali dwie porażki. Na półmetku fazy zasadniczej Edilbasso Padwa plasowała się na dziewiątej pozycji. Zagumny wystąpił we wszystkich trzynastu meczach. Rundę rewanżową rozpoczęli od pięciu porażek, spadając na 10. miejsce w tabeli. Pierwsze zwycięstwo odnieśli w szóstej kolejce, pokonując Conad Volley Forlì 3:1. Następnie po raz kolejny przegrali trzy mecze z rzędu, by w dziesiątej kolejce odnieść drugie zwycięstwo w rundzie rewanżowej, zwyciężając 3:2 Asystel Milano. W ostatnich trzech spotkaniach odnieśli jedno zwycięstwo – 3:2 nad Casa Modena. Rundę zasadniczą ukończyli na 12. miejscu i nie zakwalifikowali się do play-offów. Zagumny wystąpił we wszystkich meczach rundy rewanżowej.
Sezon 2001/02 drużyna Zagumnego rozpoczęła od dwóch porażek – 3:2 z Lube Banca Macerata i 3:1 z Maxicono Parma. W trzeciej kolejce odniosła pierwsze zwycięstwo, pokonując Yahoo! Italia Ferrara 3:1. Kolejne dwa spotkania zakończyły się ponownie przegranymi Edilbasso Padwa. Po pięciu kolejkach zajmowali 10. miejsce w tabeli. W następnych trzech kolejkach trzykrotnie triumfowali, zwyciężając kolejno zespoły Borgocanale Taranto, Roma Volley i Icom Latina. W ostatnich pięciu spotkaniach wygrali tylko raz, pokonując w dwunastej kolejce Sira Cucine Ancona 3:0. Na półmetku rundy zasadniczej Edilbasso Padwa zajmowała dziesiąte miejsce. Paweł Zagumny wystąpił we wszystkich trzynastu spotkaniach i każde z nich rozpoczynał w wyjściowej szóstce.
W rundzie rewanżowej Zagumny także grał we wszystkich meczach, jednakże jego zespół przegrał wszystkie trzynaście spotkań, nie zdobywając ani jednego punktu w tej rundzie, i ukończył rozgrywki Serie A na 13. miejscu z dorobkiem siedemnastu punktów, wyprzedzając jedynie drużynę Roma Volley.
Przed sezonem 2002/03 zespół Zagumnego zyskał nowego sponsora i zmienił nazwę na Edilbasso & Partner Padwa. W pierwszych ośmiu kolejkach nie wygrali żadnego spotkania. W efekcie plasowali się na ostatnim, 14. miejscu z dorobkiem jednego punktu. Zdobyli go w ósmej kolejce, przegrywając 3:2 spotkanie z Canadiens Werona. Paweł nie wystąpił jedynie w meczu drugiej kolejki z Lube Banca Macerata, przegranym przez jego zespół 0:3. W 9. kolejce odnieśli pierwsze zwycięstwo w sezonie, zwyciężając Pet Company Perugia 3:0. Kolejny sukces odnieśli w jedenastej kolejce, pokonując 3:1 zespół Copra Ventaglio Piacenza. W ostatnich dwóch meczach pierwszej rundy wygrali jedno spotkanie. W 13. kolejce pokonali Bossini Gabeca Montichiari 3:0. Na półmetku fazy zasadniczej zajmowali 12. miejsce w tabeli z dorobkiem jedenastu punktów. Zagumny wystąpił we wszystkich z ostatnich pięciu spotkań. Rundę rewanżową rozpoczęli od dwóch porażek 0:3 – z Sisleyem Treviso i Lube Banca Macerata. W trzeciej kolejce zdobyli swój pierwszy punkt w rundzie rewanżowej, przegrywając 3:2 spotkanie z Asystelem Milano. Pierwsze zwycięstwo w tej rundzie odnieśli w piątym meczu, pokonując Itas Grundig Trentino 3:2. Następny sukces zanotowali w ósmej kolejce, zwyciężając Candiens Werona 3:2. W następnych czterech spotkaniach odnieśli cztery zwycięstwa, wygrywając mecze z Pet Company Perugia, Estense Carife Ferrara, Coprą Ventaglio Piacenza i Sirą Cucine Ancona. W ostatniej kolejce zdobyli jeden punkt, ulegając 3:2 zespołowi Bossini Gabeca Montichiari. Fazę zasadniczą ukończyli na 11. miejscu, mając 28 punktów na koncie. Paweł Zagumny ponownie wystąpił we wszystkich meczach rundy rewanżowej.

#### AZS Olsztyn (2003–2009)

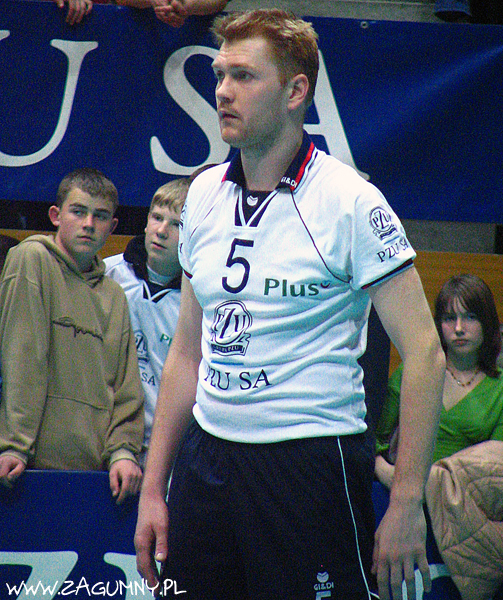
Zagumny w barwach AZS-u w sezonie 2005/2006

W 2003 został zawodnikiem AZS-u Olsztyn, który w poprzednim sezonie uplasował na się na piątym miejscu w rozgrywkach Polskiej Ligi Siatkówki. Rozpoczął grę w akademickim klubie, kiedy szkoleniowcem tej drużyny był Grzegorz Ryś. W barwach zespołu w rozgrywkach ligowych zadebiutował w inauguracyjnej kolejce Polskiej Ligi Siatkówki (sezon 2003/2004). W pierwszym spotkaniu olsztynianie ulegli Skrze Bełchatów 1:3. W drugim meczu PZU AZS pokonał w pięciu setach Gwardię Wrocław. W następnej kolejce Paweł Zagumny z zespołem pokonał na własnym parkiecie BBTS Bielsko-Biała stosunkiem 3:0. Również NKS Nysa nie była w stanie zwyciężyć zawodników z Olsztyna. W końcówce pierwszego seta w spotkaniu ligowym przeciwko Mostostalowi Kędzierzyn-Koźle Zagumny doznał kontuzji. Na boisku został zastąpiony przez Mariusza Sordyla. W tym pojedynku drużyna AZS-u pokonała obrońców tytułu Mistrza Polski 3:0. 18 listopada w pierwszym meczu ćwierćfinałowym Pucharu Polski akademicy zwyciężyli na wyjeździe Ivett Jastrzębie Borynia 3:2. Na spotkanie w Częstochowie Zagumny, po wyleczonej kontuzji, powrócił na parkiet. Wtedy olsztynianie ulegli gospodarzom. Następne dwa mecze zakończyły się zwycięstwem podopiecznych Grzegorza Rysia. Zagumny z zespołem pokonał plasujących się wówczas na pozycji lidera w tabeli zawodników z Jastrzębia w trzech setach 3:0 w Pucharze Polski i w czterech w pojedynku ligowym. Potem z olsztynianami odniósł zwycięstwo nad Polska Energią Sosnowiec i AZS-em Politechnika Warszawa. Po 9. kolejce zespół AZS-u zajmował 3. miejsce w lidze.

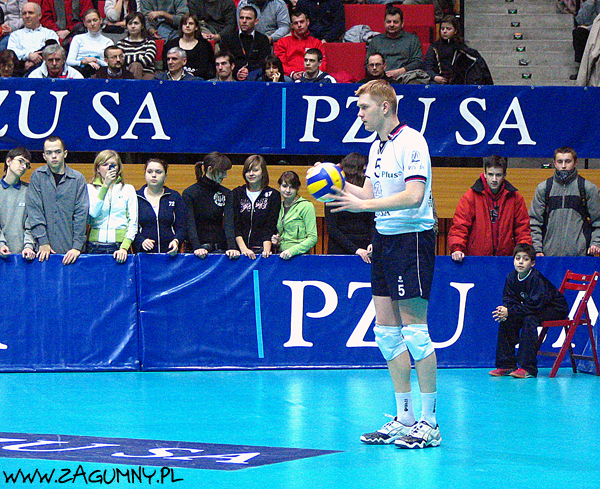
Zagumny przy zagrywce w sezonie 2005/2006

Rundę rewanżową AZS rozpoczynał od meczu w Bełchatowie. Przy prowadzeniu 2:1 w setach ulegli gospodarzom po tie-breaku. Kolejne trzy spotkania z niżej notowanymi przeciwnikami było zwycięskie. Akademicy stracili w nich jednego seta i tracili do lidera, Jastrzębia Borynia, trzy punkty. Potem Zagumny z zespołem pokonali Mostostal stosunkiem 3:2, częstochowian tym samym wynikiem. W następnych trzech kolejkach ulegli rywalom: Jastrzębiu, Polskiej Energii Sosnowiec oraz Politechnice Warszawskiej.
Następnie siatkarze PZU zmagali się w rozgrywkach Pucharu Polski. Ponieśli porażkę w meczu z Polską Energią Sosnowiec w pięciu setach i tym samym nie awansowali do wielkiego finału tej imprezy. Potem przystępowali do spotkań w play-off.

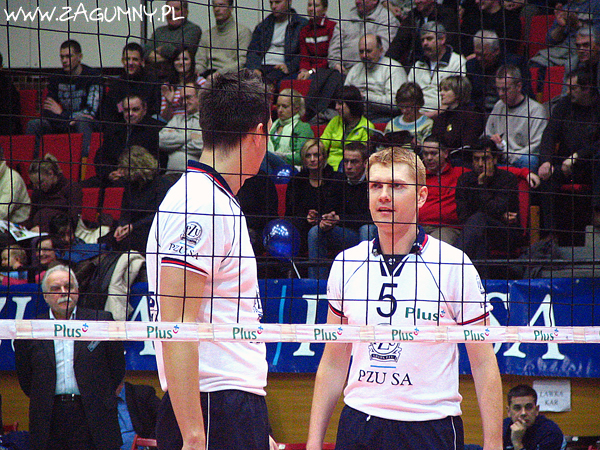
Zagumny przy siatce z prawej strony w sezonie 2005/2006

W pierwszej rywalizacji olsztynianie podejmowali obrońcę tytułu mistrza Polski – Mostostal Kędzierzyn-Koźle. Najpierw na własnym parkiecie odnieśli dwa zwycięstwa 3:1 i 3:0. W Kędzierzynie pokonali gospodarzy w trzech setach. Drużyna z Olsztyna awansowała do najlepszej czwórki rozgrywek. O awans do wielkiego finału zmagała się z bełchatowską Skrą. Pierwszy mecz półfinałowy rozegrano w Bełchatowie. Pierwszego seta goście przegrali 10:25. Zmagania zakończyły się wygraną po tie-breaku dla olsztyńskiego zespołu. Kolejne spotkanie to trzysetowe zwycięstwo gospodarzy, które doprowadziło do remisu w rywalizacji obu drużyn. W „Uranii” olsztynianie pokonali rywali 3:0, potem ulegli bełchatowianom. Decydujący mecz zwyciężyli akademicy, awansując do finału mistrzostw Polski. W Jastrzębiu dwukrotnie przegrali z gospodarzami. Na własnym parkiecie również nie zdołali pokonać jastrzębian i tym samym Paweł Zagumny z drużyną wywalczyli drugie miejsce w Polskiej Lidze Siatkówki.

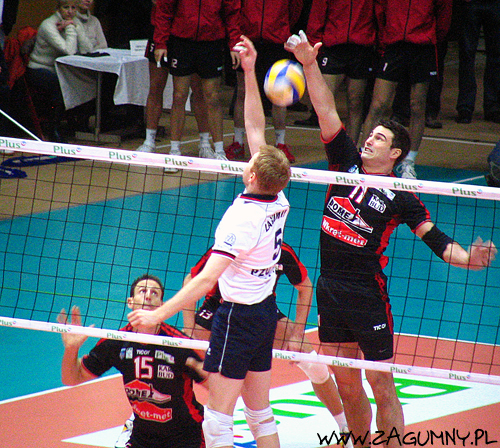
Zagumny (po lewej) w walce przy siatce w sezonie 2006/2007

Przed kolejnym sezonem podpisał nowy, dwuletni kontrakt z olsztyńskim klubem. Rozgrywki ligowe olsztynianie rozpoczęli od trzech zwycięstw, w tym z obrońcą tytułu mistrza kraju, Jastrzębskim Węglem. W 4. kolejce ulegli w pięciu setach AZS-owi Częstochowa. Następnie pokonali Polską Energię Sosnowiec, potem w Bełchatowie miejscową Skrę po tie-breaku. W spotkaniu z Mostostalem nie zdobyli ani jednego seta. W pojedynku z ostatnim w tabeli AZS-em Nysa zagrali drugą szóstką, Zagumny grał jako zmiennik. Zawodnicy z Olsztyna pokonali rywali 3:1, potem w Warszawie z Politechniką. Potem zmagali się w Pucharze Polski, gdzie byli gospodarzami tego turnieju. Na początku zwyciężyli sosnowiczan 3:0. W spotkaniu finałowym ulegli w czterech setach Skrze Bełchatów, którą po raz pierwszy zdobyła Puchar Polski. Rundę rewanżową z zespołem rozpoczął od zwycięstwa nad beniaminkiem ligi, Górnikiem Radlin, a w następnym meczu przed własną publicznością olsztynianie przegrali z Jastrzębskim Węglem po tie-breaku. Potem w Rzeszowie pokonali miejscową Resovię, a w kolejnym spotkaniu przegrali z Pamapolem AZS Częstochowa 1:3. W kolejnym pojedynku zwyciężyli plasującą się na pozycji lidera, Skrę Bełchatów, pozbawiając ją 1. lokaty w lidze. W następnych czterech konfrontacjach zdobyli jedenaście punktów, tracąc jedno oczko u siebie z Politechniką. Do rozgrywek play-off AZS przystępował z 3. miejsca. Na początku Olsztyn wyeliminował drużynę z Warszawy, pokonując ją stosunkiem wygranych spotkań 3:0. W kolejnym etapie akademicy podejmowali Częstochowę. Najpierw dwukrotnie pokonali na wyjeździe częstochowian, a na własnym parkiecie odnieśli trzecie zwycięstwo w tej rywalizacji. Siatkarze PZU AZS wywalczyli sobie prawo gry w finale, którym ulegli bełchatowianom w trzech meczach. Paweł Zagumny z olsztynianami drugi raz z rzędy wywalczył srebrny medal mistrzostw kraju.

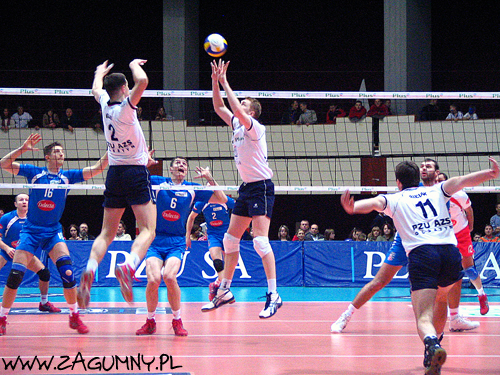
Zagumny podczas rozegrania w sezonie 2006/2007

Na następnym sezonie z powodu kontuzji nie wystąpił w trzech pierwszych spotkaniach ligowych. Na pozycji rozgrywającego zastąpił go wówczas Piotr Lipiński. W spotkaniu wygranym z AZS-em Częstochowa 3:0 w drugim secie wszedł na parkiet do końca gry. Potem z olsztynianami pokonał Mostostal Kędzierzyn-Koźle, natomiast tydzień później doznał porażki w Warszawie z miejscową Politechniką. Następnie AZS uległ Jastrzębskiemu Węglowi w pięciu setach, a w finałowym turnieju Pucharu Polski przegrał z AZS-em Częstochowa 1:3 i nie awansował do wielkiego finału. W międzyczasie stanowisko szkoleniowca drużyny objął Waldemar Wspaniały. W kolejnym meczu Zagumny z akademikami zwyciężył Gwardię Wrocław, a w następnym ponieśli porażkę w spotkaniu ze Skrą Bełchatów. Potem w „Uranii” olsztynianie podejmowali Jastrzębski Węgiel, któremu ulegli 3:0. Po tym pojedynku spadli na 4. miejsce w tabeli. W Częstochowie zwyciężyli 3:0, a w pozostałych meczach ligowych stracili jednego seta. Do rozgrywek play-off przystępowali z 4. pozycji.

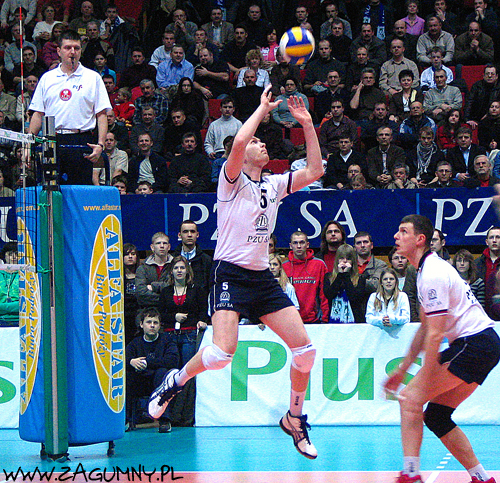
Zagumny przy rozegraniu w sezonie 2006/2007

Pierwszym rywalem zespołu, którego barwy reprezentował Zagumny, była Resovia. Pierwsze dwa mecze tej rywalizacji, odbyły się w Olsztynie, zakończyły zwycięstwami gospodarzy. Na parkiecie przeciwnika olsztyńska drużyna przegrała 3:1, a następnie odniosła zwycięstwo 3:0 i tym samym awansowała do półfinału play off. W następnym etapie podejmowała Skrę Bełchatów. Na wyjeździe dwukrotnie uległa gospodarzom 3:1 i 3:2. Na olsztyńskim boisku również zanotowała dwie porażki. Paweł Zagumny z AZS-em walczył o brązowy medal mistrzostw Polski. Ich przeciwnikiem był częstochowski zespół, który pokonali w trzech spotkaniach tej rywalizacji. Olsztynianie stanęli na najniższym stopniu podium.
Przed sezonem 2006/07 przedłużył kontrakt z PZU AZS. Na inaugurację rozgrywek Polskiej Ligi Siatkówki z zespołem pokonał Mostostal 3:0. Tydzień później akademicy wygrali z Chemikiem Bydgoszcz również w trzech setach. Kolejne spotkanie zakończyło się zwycięstwem olsztynian nad Skrą Bełchatów 3:1. Po tym meczu Olsztyn zajmował miejsce lidera w ligowej tabeli. Olsztyński zespół następnie zagrał w Pucharze Europejskiej Konfederacji Siatkówki. W pierwszej rundzie tych rozgrywek pojechali do Sofii, gdzie pokonali miejscowy CSKA, Belediyespor Istambuł oraz Crveną Zvezdą Belgrad. W kolejnym etapie ich rywalem był Jastrzębski Węgiel.
Po powrocie do Polski zwyciężyli Jadar Radom 3:0. Następnie odnieśli pierwszą porażkę w sezonie w meczu z AZS-em Częstochowa po tie-break, po czym zagrali o Puchar Konfederacji, a ich rywalem był Jastrzębski Węgiel. Oba spotkania zakończyły się porażką olsztynian stosunkiem 3:2.
Na ligowym parkiecie w Jastrzębiu Zdroju AZS pokonał gospodarzy 3:1. W ostatniej kolejce pierwszej rundy fazy zasadniczej uległ Resovii 2:3 i stracił 1. miejsce w tabeli, ustępując je Skrze Bełchatów. W meczach rewanżowych na początku w trzech setach zwyciężył Mostostal i Chemika Bydgoszcz. Do końca rozgrywek fazy zasadniczej olsztynianie przegrali w Bełchatowie, gdzie walczyli o pozycję lidera w ligowej tabeli. Drugą porażkę zanotowali w spotkaniu z Resovią. W klasyfikacji końcowej sezonu zasadniczego zajęli 2. miejsce i w rywalizacji o pozycję w pierwszej czwórce ligi podejmowali Jadar Radom. W pierwszym etapie pokonali radomian w trzech meczach. W następnym etapie zostali wyeliminowani przez Jastrzębski Węgiel i walczyli o brązowy medal mistrzostw kraju. W pojedynku o trzecie miejsce pokonali AZS Częstochowę.
W Pucharze Polski przeszli przez fazę grupową i awansowali do wielkiego finału rozgrywanego w Kielcach. W pierwszym etapie odnieśli zwycięstwo nad częstochowianami, a wielkim finale ulegli Skrze Bełchatów.

#### Panathinaikos Ateny (2009–2010)
Po sześciu latach spędzonych w zespole AZS Olsztyn zdecydował się na kolejny w karierze transfer zagraniczny i został zawodnikiem Panathinaikos Ateny. W sezonie 2009/2010 zdobył z drużyną wicemistrzostwo i Puchar Grecji.

#### ZAKSA Kędzierzyn-Koźle (2010–2015)
Od 2010 jest zawodnikiem ZAKSY Kędzierzyn-Koźle. Ze swoim zespołem zdobył dwukrotnie wicemistrzostwo Polski w 2011 i 2013 roku, a w 2013 i 2014 sięgał z drużyną Puchar Polski oraz srebrny medal Pucharu CEV 2010/2011.

### Kariera reprezentacyjna
Po raz pierwszy został reprezentantem Polski w 1993. Trzy lata później sięgnął po swoje pierwsze trofea na arenie międzynarodowej – z kadrą narodową wywalczył mistrzostwo Europy juniorów podczas rozgrywek w Izraelu. W tym samym roku otrzymał pierwsze powołanie do seniorskiej reprezentacji Polski, której trenerem był Wiktor Krebok. Zadebiutował na turnieju w Patras przed olimpiadą w Atlancie. Znalazł się w kadrze olimpijskiej, w której zazwyczaj pełnił funkcję gracza rezerwowego. Polska reprezentacja igrzyska zakończyła na fazie grupowej, gdzie zdołała ugrać jednego seta.
Rok później na Mistrzostwach Świata juniorów w Bahrajnie z drużyną „biało-czerwonych” wywalczył złoty medal. W meczu finałowym Polacy odnieśli zwycięstwo nad Brazylią.

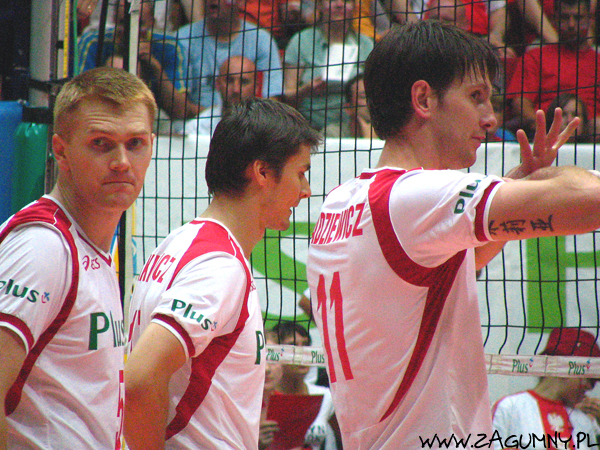
Zagumny przy siatce z Michałem Bąkiewiczem i Łukaszem Kadziewiczem podczas IV Memoriału Huberta Jerzego Wagnera

W 1998 otrzymał powołanie do rozgrywek Ligi Światowej. Była to pierwsza edycja tej imprezy, w której uczestniczyła reprezentacja Polski. Jej rywalami byli Brazylijczycy, Rosjanie oraz Jugosłowianie. Polska odniosła 3 zwycięstwa i zanotowała 9 porażek. W tym roku zadebiutował również na Mistrzostwach Świata, które odbyły się w Japonii. Ta impreza ponownie zakończyła się klęską Polaków, którzy wygrali tylko jeden mecz w turnieju, z Iranem, i zakończyli turniej na 17 miejscu.
W 1999 po raz kolejny wystąpił w Lidze Światowej. Polakom ponownie nie udało się odegrać znaczącej roli w tym turnieju. Ukończyli fazę grupową z bilansem 5 zwycięstw (4 nad Australią oraz 1 nad Włochami) i 7 porażek. Rozgrywki ukończyli na trzecim miejscu w grupie.

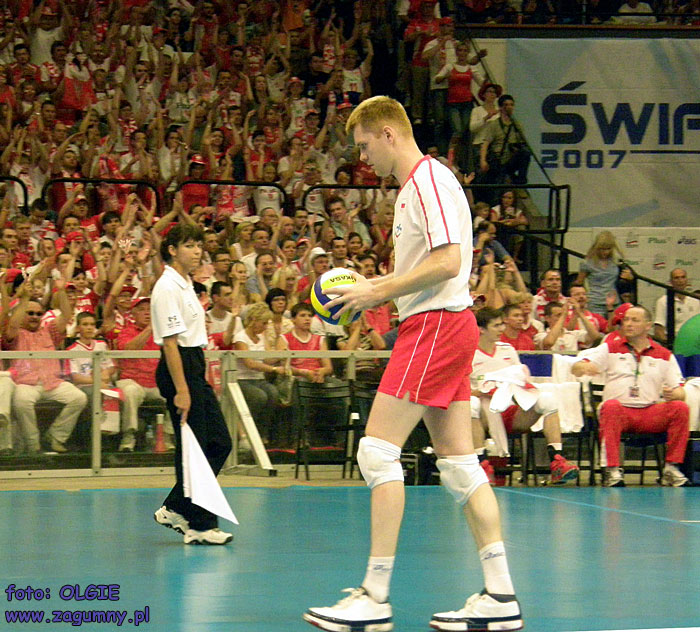
Zagumny przy zagrywce podczas meczu Polska-Bułgaria Ligi Światowej 2007

Rok później Polacy znowu uczestniczyli w tych zawodach. Paweł Zagumny także znalazł się w kadrze na ten turniej. Grupowymi rywalami Polaków byli Brazylijczycy, USA i Hiszpanie. Polska zanotowała identyczny bilans jak przed rokiem, cztery razy pokonując Hiszpanów i raz Włochów oraz plasując się na trzeciej pozycji w grupie.
W 2001 Polacy po raz pierwszy zagrali w finale Ligi Światowej, ponieważ odbył się on w katowickim Spodku. Jednakże najpierw rozegrali 12 meczów w grupie, a ich przeciwnikami byli Rosjanie, Grecy i Wenezuelczycy. Odnieśli w niej siedem zwycięstw, trzykrotnie pokonując Wenezuelę i Grecję, wygrali także jeden mecz z Rosjanami. Ostatecznie zajęli 2. miejsce w swojej grupie i zakwalifikowali się do finału. Zagumny jednak nie wystąpił w Katowicach, gdyż ówczesny trener reprezentacji, Ryszard Bosek, uznał, że nie jest on jeszcze w optymalnej formie po kontuzji. Polacy zajęli w tym turnieju 7. miejsce, wygrywając w finale zaledwie jedno spotkanie (3:2 z Francją). Następną wielką imprezą w tym roku były Mistrzostwa Europy w Ostrawie. Na ten turniej Paweł Zagumny otrzymał powołanie. W pierwszej rundzie reprezentacja Polski zmierzyła się z Niemcami, Jugosłowianami, Włochami, Francją i Węgrami. Polacy wygrali trzy mecze, lecz nie zakwalifikowali się do półfinałów. Ostatecznie zajęli 5. miejsce, pokonując w ostatnim meczu Bułgarów 3:2.

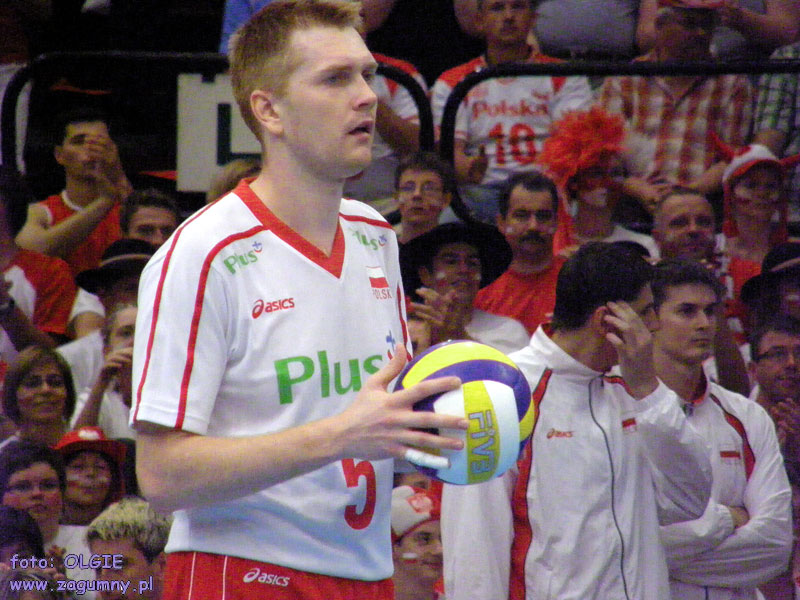
Zagumny przy zagrywce podczas meczu Polska-Bułgaria Ligi Światowej 2007 (30 czerwca)

W Lidze Światowej 2002 rywalami Polaków byli Brazylijczycy, Portugalczycy oraz Argentyńczycy. Polska reprezentacja rozpoczęła te rozgrywki od porażki z Portugalią 2:3. Po czterech spotkaniach mieli na koncie zaledwie jedno zwycięstwo. Jednak we wszystkich następnych spotkaniach Polacy odnieśli 7 zwycięstw, przegrywając zaledwie jedno spotkanie z Brazylią. Polacy awansowali do finału, który został rozegrany w Belo Horizonte. Zagumny występował wtedy w „pierwszej szóstce” reprezentacji Polski. Turniej finałowy Polacy zaczęli od porażki 0:3 z Jugosławią. Następnie przegrali również z Włochami 1:3. Wygrali jednak ostatnie spotkanie z Francją 3:0, zajmując ostatecznie piąte miejsce w całym turnieju. Po Lidze Światowej odbyły się Mistrzostwa Świata w Argentynie. Zagumny na nich nie wystąpił, gdyż przed rozpoczęciem mistrzostw doznał kontuzji. Polacy zajęli na nich 9. miejsce.

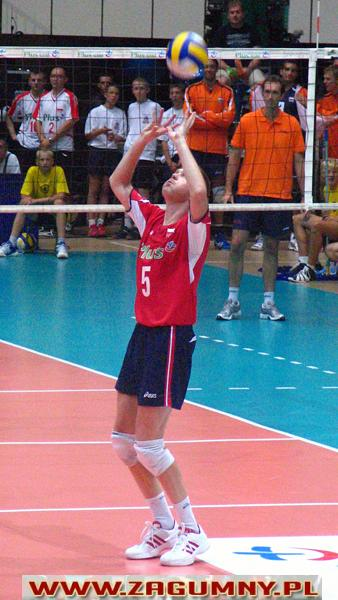
Zagumny w czasie rozegrania podczas turnieju V Memoriału Huberta Jerzego Wagnera

Rok 2003 Polacy rozpoczęli ponownie od rozgrywek Ligi Światowej. Ich rywalami byli Hiszpanie, Wenezuelczycy i Rosjanie. Polacy rozpoczęli turniej od dwóch porażek 2:3 z Hiszpanią, a rozgrywki zakończyli z bilansem sześciu zwycięstw i sześciu porażek. Nie zdołali się zakwalifikować do finału. Po występach w Lidze Światowej Zagumny pojechał z reprezentacją na Mistrzostwa Europy, które rozgrywane były w Lipsku. W grupie Polacy zmierzyli się z Serbią i Czarnogórą, Francją, Rosją, Holandią, Bułgarią i Grecją. Wygrali w niej dwa mecze (z Grecją oraz Serbią i Czarnogórą), zajmując czwarte miejsce w grupie. Ostatecznie Polacy mistrzostwa ukończyli na piątym miejscu, w ostatnim meczu pokonując Holendrów 3:0. Zagumny zajął czwartą pozycję w klasyfikacji najlepszych rozgrywających imprezy.
W styczniu 2004 Polacy brali udział w turnieju kwalifikacyjnym do Igrzysk Olimpijskich w Atenach. Turniej rozgrywany był w Lipsku. Oprócz reprezentacji Polski, w tej grupie znaleźli się Niemcy, Bułgarzy i Rosjanie. Zagumny znalazł się w kadrze na ten turniej. Polacy zdołali wygrać tylko spotkanie z gospodarzami, ostatecznie zajmując ostatnie, czwarte miejsce w grupie i nie kwalifikując się do Igrzysk Olimpijskich. W maju Zagumny wraz z reprezentacją wystąpił w kolejnym turnieju kwalifikacyjnym do Igrzysk Olimpijskich, rozegranym w Porto. Zmierzyli się tam z Portugalią, Wenezuelą i Kazachstanem. Wygrali wszystkie mecze i zakwalifikowali się na igrzyska olimpijskie. Po tym turnieju Polacy po raz kolejny uczestniczyli w Lidze Światowej. Ich przeciwnikami byli Francuzi, Bułgarzy i Japończycy. Reprezentacja Polski rozpoczęła rozgrywki od dwóch zwycięstw w Japonii. W dalszej fazie turnieju grali już znacznie gorzej, przegrywając po trzy mecze z Francuzami i Bułgarami. Fazę grupową zakończyli na trzecim miejscu, wyprzedzając jedynie Japończyków. Niecały miesiąc po zakończeniu Ligi Światowej rozpoczęły się Igrzyska Olimpijskie w Atenach. W grupie Polacy rywalizowali z Serbią i Czarnogórą, Francją, Grecją, Argentyną i Tunezją. Odnieśli w niej trzy zwycięstwa i zajmując czwarte miejsce w grupie awansowali do ćwierćfinału, w którym przegrali z Brazylią 0:3. Na tym turnieju Zagumny pełnił tylko rolę zmiennika, gdyż nie zdołał dojść do pełni formy po kontuzji.
Pierwszą imprezą dla reprezentacji Polski w 2005 była Liga Światowa. Rywalami Polaków byli Serbia i Czarnogóra, Grecja oraz Argentyna. Na inaugurację Polacy dwukrotnie pokonali u siebie Argentynę. W następnych meczach prezentowali się równie dobrze i fazę grupową zakończyli z bilansem dziewięciu zwycięstw i trzech porażek, awansując do turnieju finałowego. Rozegrany on został w Belgradzie. W pierwszym meczu Polacy pokonali Kubę 3:2. W półfinale ulegli Serbii i Czarnogórze 2:3. W meczu o 3.miejsce nie sprostali Kubańczykom i ostatecznie zajęli czwarte miejsce w całym turnieju. We wrześniu tego roku Polacy brali udział w Mistrzostwach Europy. Zagumny nie pojechał na tę imprezę, gdyż kilkanaście dni przed mistrzostwami doznał poważnej kontuzji. Reprezentacja Polski zajęła tam piąte miejsce.
Rok 2006 Polacy ponownie rozpoczęli od rozgrywek Ligi Światowej. Grupowymi rywalami polskiej reprezentacji byli Serbia i Czarnogóra, USA oraz Japonia. Reprezentacja Polski rozpoczęła turniej od dwóch zwycięstw nad USA. Następnie trzykrotnie przegrali z Serbią i Czarnogórą. Następne siedem meczów zakończyło się wygranymi Polaków, którzy zakończyli fazę grupową z bilansem dziewięciu zwycięstw i trzech porażek. Zajęli jednak 2. miejsce w grupie i nie zakwalifikowali się do Final Six w Moskwie. W dniach 17 listopada – 3 grudnia reprezentacja Polski wystąpiła na Mistrzostwach Świata w Japonii. W pierwszej rundzie rywalami Polaków byli Japończycy, Chińczycy, Argentyńczycy, Portorykańczycy oraz Egipcjanie. Wszystkie mecze zakończyły się wygraną reprezentacji Polski 3:0 i awansem do drugiej rundy. Tam Polacy spotkali się z Tunezją, Kanadą, Rosją i Serbią i Czarnogórą. Polacy zwyciężyli we wszystkich czterech spotkaniach, pokonując Tunezję, Kanadę oraz Serbię i Czarnogórę 3:0, a Rosjan 3:2. Drugą rundę ukończyli na pierwszym miejscu w grupie i zakwalifikowali się do półfinału. W nim zmierzyli się z Bułgarami. Spotkanie zakończyło się zwycięstwem reprezentacji Polski 3:1. W finale spotkali się z Brazylią. Polacy przegrali 0:3, zajmując 2. miejsce w całym turnieju. Paweł Zagumny otrzymał nagrodę dla najlepszego rozgrywającego imprezy. Wystąpił we wszystkich meczach na tym turnieju i zdobył łącznie 25 punktów.
W 2007 rywalami Polaków w Lidze Światowej byli Bułgarzy, Chińczycy oraz Argentyńczycy. Wszystkie 12 spotkań fazy interkontynentalnej zakończyło się zwycięstwami reprezentacji Polski. Zagumny wystąpił w dziesięciu meczach, gdyż nie pojechał na dwa wyjazdowe spotkania do Argentyny. Turniej Final Six rozegrany został w dniach 11-15 lipca w katowickim Spodku. Dwa pierwsze mecze zakończyły się sukcesem Polaków, którzy pokonali 3:2 Francję i 3:0 USA. W półfinale ulegli 1:3 Brazylii. Podobnie było w meczu o 3.miejsce z USA. Turniej ukończyli na czwartym miejscu. Zagumny wystąpił we wszystkich spotkaniach, dodatkowo otrzymał nagrodę dla najlepszego rozgrywającego Final Six 2007. We wrześniu wraz z reprezentacją wystąpił na Mistrzostwach Europy w Moskwie. W pierwszej rundzie Polacy zmierzyli się z Belgią, Turcją i Rosją. Wygrali tylko jedno spotkanie (z Turcją), lecz zakwalifikowali się do następnej rundy. W niej trafili na Finlandię, Bułgarię i Włochy. Przegrali wszystkie spotkania i ukończyli mistrzostwa na 11. miejscu. Zagumny ponownie wystąpił we wszystkich spotkaniach tej imprezy. W dniach 28 listopada – 2 grudnia polscy siatkarze wystąpili w preeliminacyjnym turnieju do Igrzysk Olimpijskich w Pekinie. W pierwszej rundzie zmierzyli się z Danią i Belgią. Oba mecze wygrali 3:0. W półfinale pokonali Węgrów 3:1, natomiast w finale zwyciężyli Finów 3:0, kwalifikując się do turnieju kwalifikacyjnego w Izmirze. Paweł Zagumny nie wystąpił jedynie w finałowym spotkaniu z Finlandią.
W styczniu 2008 wraz z reprezentacją Polski wystąpił w kontynentalnym turnieju kwalifikacyjnym do Igrzysk Olimpijskich w Pekinie. Rywalami Polaków w fazie grupowej byli Hiszpanie, Włosi oraz Holendrzy. Zagumny wystąpił we wszystkich spotkaniach, jednakże polska reprezentacja wygrała tylko jedno z nich (3:0 z Włochami) i nie zakwalifikowała się do półfinału.
Na przełomie maja i czerwca 2008 z reprezentacją wystąpił w światowym turnieju kwalifikacyjnym do Igrzysk Olimpijskich w Pekinie. Rywalami byli Portugalczycy, Portorykańczycy i Indonezyjczycy. Polscy siatkarze wygrali wszystkie mecze bez straty seta i zapewnili sobie udział w igrzyskach.
Znalazł się także w składzie na Ligę Światową 2008. Polacy wygrali swoją grupę i awansowali do turnieju finałowego w Rio de Janeiro. Tam Polacy przegrali dwa mecze w swojej grupie ze Stanami Zjednoczonymi 2:3 i z Serbią 0:3 i nie awansowała do półfinału.
Dwa tygodnie po zakończeniu Ligi Światowej rozpoczęły się Igrzyska Olimpijskie w Pekinie. Dla Zagumnego były to już trzecie w karierze igrzyska. W pierwszym meczu grupowym Polacy wygrali z Niemcami 3:0, potem również tym samym stosunkiem wygrali z Egiptem, w trzecim meczu pokonali Serbów 3:1, w czwartym spotkaniu przegrali z Brazylijczykami 0:3, w ostatnim meczu grupowym wygrali z Rosjanami 3:2 i z trzeciego miejsca w swojej grupie awansowali do ćwierćfinału gdzie przegrali z Włochami 2:3.
We wrześniu 2009 wraz z reprezentacją Polski wystąpił w Mistrzostwach Europy w Turcji. Polska drużyna wygrała wszystkie mecze, zdobywając tytuł Mistrza Europy. Paweł Zagumny był podstawowym rozgrywającym we wszystkich meczach turnieju rozegranych przez reprezentację Polski i został wybrany najlepszym rozgrywającym ME. Podczas wręczania medali na zakończeniu imprezy dokonał miłego gestu. Ubrał się w koszulkę Sebastiana Świderskiego, który z powodu ciężkiej kontuzji nie mógł uczestniczyć w ME.
W 2010 kluczową imprezą były mistrzostwa świata. Do Włoch pojechał jako pierwszy rozgrywający. Niestety reprezentacja prowadzona przez argentyńskiego szkoleniowca Daniela Castellaniego przegrała dwa mecze w drugiej rundzie fazy grupowej (0:3 z Brazylią; 0:3 z Bułgarią) i odpadła z MŚ.
Po porażce na mistrzostwach świata zrobił sobie przerwę. W 2011 odmówił gry w Lidze Światowej, więc nie został powołany do reprezentacji także na mistrzostwa Europy. Wszystko odbyło się w porozumieniu z trenerem Anastasim. Wrócił do kadry na Puchar Świata, w którym reprezentacja Polski walczyła o zakwalifikowanie się do Igrzysk Olimpijskich 2012. Polska wygrała 8 z 11 meczów (przegrała 2:3 z Iranem, 2:3 z Brazylią i 2:3 z Rosją) i zdobyła srebrny medal oraz kwalifikację olimpijską.
W 2012 podczas Final Six Ligi Światowej 2012 reprezentacja Polski wygrała wszystkie mecze podczas finałów w Sofii. 8 lipca 2012 Polska wygrała finał ze Stanami Zjednoczonymi 3:0 i zdobyła złoty medal LŚ.
Trzy tygodnie po zwycięskiej dla reprezentacji Polski Ligi Światowej rozpoczęły się Igrzyska Olimpijskie w Londynie. Zagumny pojechał na igrzyska już po raz czwarty w swojej karierze. Tym samym przeszedł do historii polskiej siatkówki jako pierwszy zawodnik który czterokrotnie uczestniczył w igrzyskach olimpijskich. Polscy siatkarze jechali jako jedni z faworytów (obok, Brazylii, Rosji, Włoch, Amerykanów) do złota. Niestety reprezentacja prowadzona przez Andreę Anastasiego odpadła już w ćwierćfinale przegrywając z przyszłymi mistrzami olimpijskimi Rosją 0:3. Wcześniej w fazie grupowej, w której Polacy zajęli drugie miejsce, wygrali z Włochami 3:1, przegrali z Bułgarią 1:3, wygrali z Argentyną i Wielką Brytanią 3:0 oraz przegrali z Australią 1:3.
W 2013 nie wystąpił w reprezentacji, gdyż nie powołał go Andrea Anastasi na ten sezon reprezentacyjny. Do kadry powrócił w 2014, kiedy trenerem został Stéphane Antiga, który powołał Zagumnego do kadry. Otrzymał powołanie na Ligę Światową (jednak w żadnym meczu nie znalazł się w kadrze meczowej) i na mistrzostwa świata w Polsce. 21 września 2014, wraz z reprezentacją Polski, wywalczył złoty medal Mistrzostw Świata 2014. Tego samego dnia ogłosił zakończenie kariery reprezentacyjnej. W latach 1996–2014 zagrał w niej 427 meczów.

## Osiągnięcia

### Sukcesy klubowe
- 1995:  Mistrzostwo Polski juniorów młodszych z MKS MDK Warszawa
- 1996:  Mistrzostwo Polski juniorów z MKS MDK Warszawa
- 1998:  Wicemistrzostwo Polski z Bosman Morze Szczecin w sezonie 1997/1998
- 2004:  Wicemistrzostwo Polski z PZU AZS Olsztyn w sezonie 2003/2004
- 2005:  Wicemistrzostwo Polski z PZU AZS Olsztyn w sezonie 2004/2005
- 2006:  Brązowy medalista Mistrzostw Polski z PZU AZS Olsztyn w sezonie 2005/2006
- 2007:  Brązowy medalista Mistrzostw Polski z PZU AZS Olsztyn w sezonie 2006/2007
- 2008:  Brązowy medalista Mistrzostw Polski z Mlekpol AZS Olsztyn w sezonie 2007/2008
- 2009:  Srebrny medalista Pucharu Polski 2009 z AZS UWM Olsztyn
- 2010:  Puchar Grecji z Panathinaikosem Ateny w sezonie 2009/2010
- 2010:  Wicemistrzostwo Grecji z Panathinaikosem Ateny w sezonie 2009/2010
- 2011:  Srebrny medalista Pucharu Polski 2011 z ZAKSA Kędzierzyn-Koźle
- 2011:  Srebrny medalista Pucharu CEV 2011 z ZAKSA Kędzierzyn-Koźle
- 2011:  Wicemistrzostwo Polski z ZAKSA Kędzierzyn-Koźle w sezonie 2010/2011
- 2012:  Puchar Polski z ZAKSA Kędzierzyn-Koźle w sezonie 2011/2012
- 2013:  Puchar Polski z ZAKSA Kędzierzyn-Koźle w sezonie 2012/2013
- 2013:  Srebrny medalista Mistrzostw Polski z ZAKSA Kędzierzyn-Koźle w sezonie 2012/2013
- 2014:  Puchar Polski z ZAKSA Kędzierzyn-Koźle w sezonie 2013/2014
- 2014:  Superpuchar Polski z ZAKSA Kędzierzyn-Koźle

### Sukcesy reprezentacyjne
- 1996:  Złoty medalista Mistrzostw Europy juniorów
- 1997:  Złoty medalista Mistrzostw Świata juniorów
- 2006:  Srebrny medalista Mistrzostw Świata 2006
- 2009:  Złoty medalista Mistrzostw Europy 2009
- 2011:  Srebrny medalista Pucharu Świata 2011
- 2012:  Złoty medalista Ligi Światowej 2012
- 2014:  Złoty medalista Mistrzostw Świata 2014

## Ordery i odznaczenia
- Krzyż Oficerski Orderu Odrodzenia Polski (2014)[22]
- Krzyż Kawalerski Orderu Odrodzenia Polski (2009)[23]
- Złoty Krzyż Zasługi (2006)[24]

## Nagrody i wyróżnienia
- najlepszy rozgrywający Mistrzostw Świata Juniorów 1997 w Bahrajnie[17]
- najlepszy rozgrywający turnieju kwalifikacyjnego do Igrzysk Olimpijskich 2004 w Porto
- najlepszy rozgrywający Mistrzostw Świata 2006 w Japonii
- najlepszy rozgrywający Final Six Ligi Światowej 2007
- najlepszy rozgrywający memoriału Huberta Jerzego Wagnera 2007
- najlepszy rozgrywający Igrzysk Olimpijskich 2008 w Pekinie
- zwycięzca Plebiscytu Siatkarskie Plusy w kategorii Siatkarz 2008 Roku
- najlepszy rozgrywający Pucharu Polski 2009
- najlepszy rozgrywający memoriału Huberta Jerzego Wagnera 2009
- najlepszy rozgrywający Mistrzostw Europy w Turcji 2009
- najlepszy rozgrywający sezonu zasadniczego ligi greckiej 2009/2010
- miejsce w szóstce sezonu najlepszych siatkarzy ligi greckiej 2009/2010
- najlepszy rozgrywający Pucharu Polski 2011
- najlepszy rozgrywający Pucharu Polski 2013
- MVP Pucharu Polski 2014

## Statystyki Zawodnika
| Sezon / Rok | Turniej                | Punkty z ataku | Punkty z bloku | Asy serwisowe | SUMA |
| ----------- | ---------------------- | -------------- | -------------- | ------------- | ---- |
| 2002        | Liga Światowa          | 21             | 18             | –             | 39   |
| 2003        | Liga Światowa          | 20             | 6              | –             | 26   |
| 2004        | Liga Światowa          | 13             | 13             | –             | 26   |
| 2004        | Igrzyska Olimpijskie   | 1              | –              | –             | 1    |
| 2005        | Liga Światowa          | 20             | 19             | 2             | 41   |
| 2006        | Kwalifikacje do MŚ     | 5              | 1              | –             | 6    |
| 2006        | Liga Światowa          | 14             | 12             | 2             | 28   |
| 2006        | Mistrzostwa Świata     | 16             | 7              | 2             | 25   |
| 2007        | Liga Światowa          | 21             | 16             | 7             | 44   |
| 2008        | Kwalifikacje do IO     | 1              | 1              | –             | 2    |
| 2008        | Liga Światowa          | 7              | 5              | 2             | 14   |
| 2008        | Igrzyska Olimpijskie   | 4              | 8              | –             | 12   |
| 2010        | Kwalifikacje do MŚ     | 1              | 4              | 1             | 6    |
| 2010        | Liga Światowa          | 2              | 3              | 1             | 6    |
| 2010        | Mistrzostwa Świata     | 3              | 4              | –             | 7    |
| 2011        | Puchar Świata          | 3              | 7              | 2             | 12   |
| 2012        | Liga Światowa          | 5              | 3              | 2             | 10   |
| 2012        | Memoriał H. J. Wagnera | –              | 2              | –             | 2    |
| 2012        | Igrzyska Olimpijskie   | 2              | 1              | 1             | 4    |